# Jon Schmidt
Jon Schmidt (Salt Lake City, 9 juli 1966) is een Amerikaans componist en pianist.

## Jeugd
Schmidt werd in Amerika geboren als kind van Duitse immigranten. Zijn ouders lieten hem van jongs af aan kennismaken met klassieke en romantische muziek van componisten als Beethoven, Mozart en Chopin. Zelf begon hij al als kind van elf met het schrijven van liedmuziek. Hij omschrijft zijn werk zelf als New Age klassieke muziek.

## Oeuvre en stijl
Tot de dag van vandaag heeft hij acht cd's met eigen muziek uitgebracht en zeven pianoboeken gepubliceerd die bestaan uit herschrijvingen en bewerkingen van originele stukken en arrangementen. Als musicus staat hij bekend om zijn eigen behandeling van harmonie, contrapunt en ritme in zijn composities.

## Albums
Schmidt bracht in 1991 zijn eerste album August End uit. Dit leverde hem een platencontract op bij Aubergine Records. Bij deze platenmaatschappij bracht hij vervolgens Walk in the Woods (1993) en A Day in the Sunset (1994) uit. Zijn volgende album kwam uit in 1997 onder Shadow Mountain en heette Jon Schmidt Christmas . Zijn latere albums, To The Summit (2000), Winter Serenade (2004) en Hymns Without Words (2006) werden uitgegeven onder Schmidts eigen platenlabel: JSP Productions.
- International Standard Name Identifier: 0000 0000 5120 0409
- Library of Congress Control Number: nr00010057
- MusicBrainz: cd706565-fa68-4eab-8d17-f1d58bf3b299
- Nationale Bibliotheek van Tsjechië: xx0173789
- Virtual International Authority File: 31833882
- WorldCat: E39PBJhMqbKFvtmb4XtGJyTGpP